# Metallochlora camerunica
Metallochlora camerunica là một loài bướm đêm trong họ Geometridae.